# Sakura (bytový komplex v Praze)

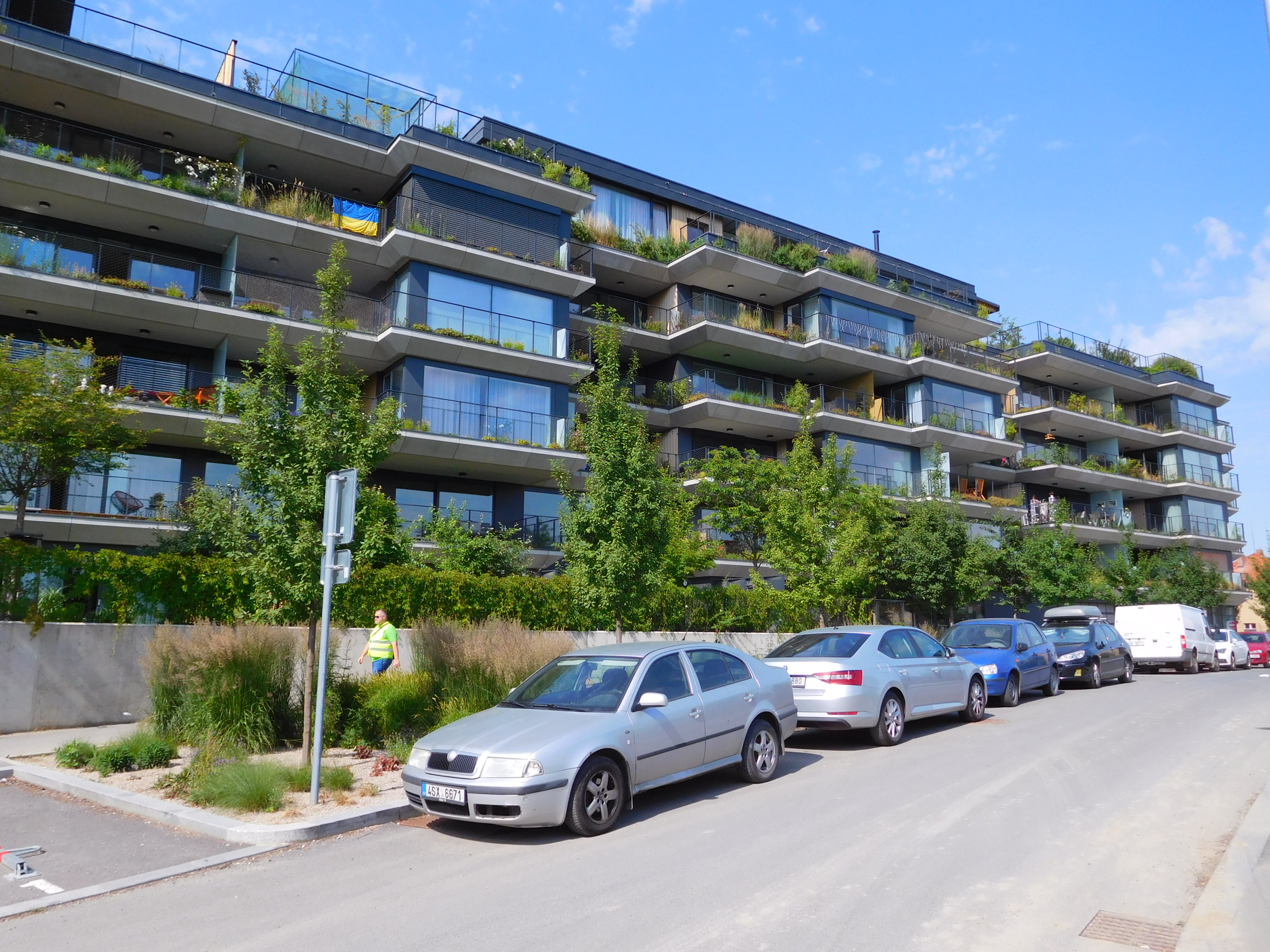
Bytový komplex Sakura v červnu 2022

Sakura je bytový projekt v Košířích na Praze 5. Za projektem stojí developerská skupina T. E., za architektonickým návrhem studio Jestico + Whiles a zahradní architekturou ateliér Flera architekta Ferdinanda Lefflera. Projekt byl v době výstavby unikátní díky pokrytí zelení i visutým zahradám, na bytový dům bylo v plánu vysadit přibližně 32 000 rostlin. K dokončení budovy došlo na konci roku 2019.